# Sambonet Paderno Industrie

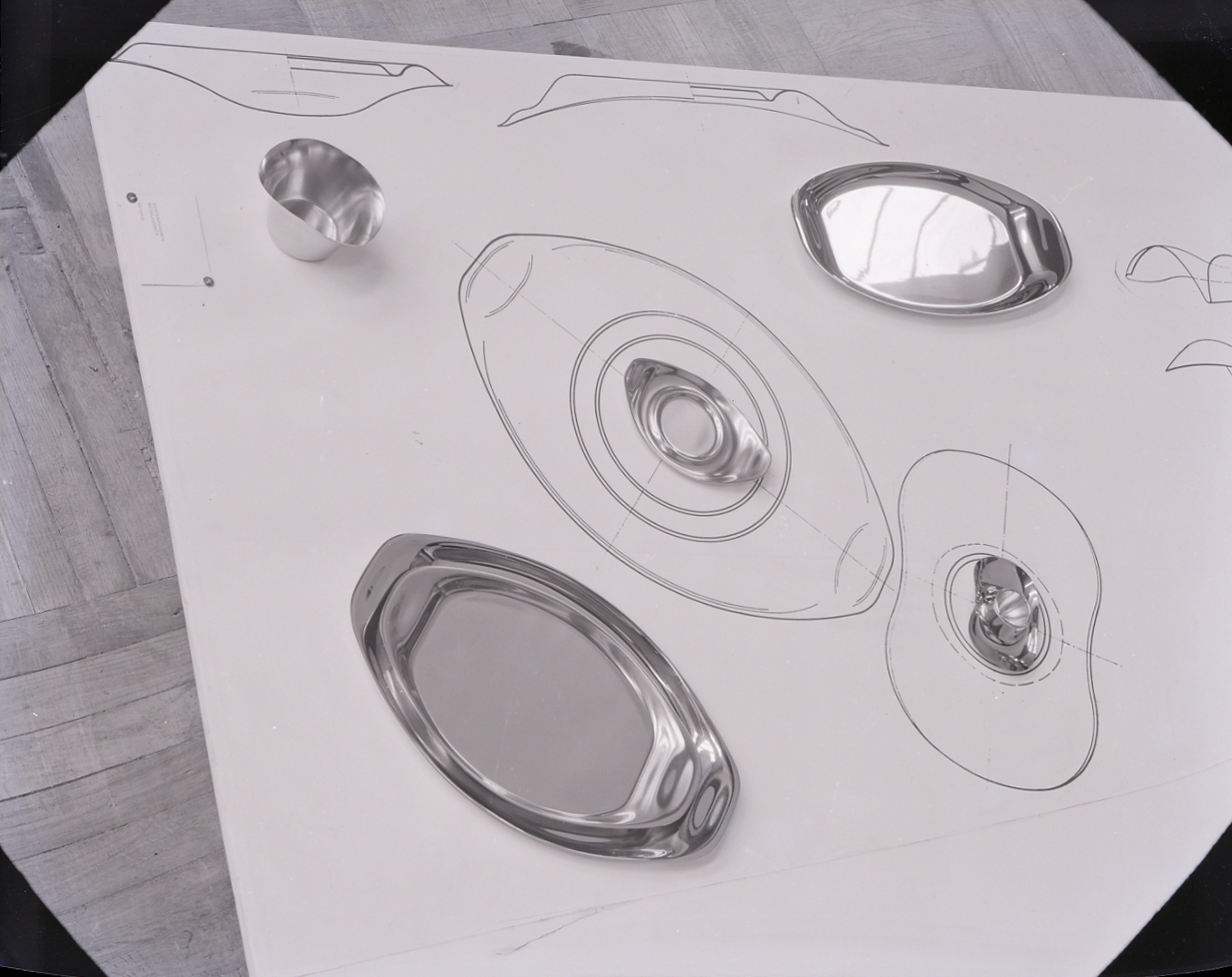

Sambonet Paderno Industrie è un'azienda italiana di posateria, vasellame, pentolame e accessori per la cucina.
L'azienda è nata dalla fusione tra Sambonet, fondata nel 1856 a Vercelli, e il gruppo Paderno. Nel 2009 ha acquisito il marchio tedesco Rosenthal, nel 2013 Arzberg nel 2015 i marchi francesi Raynaud (porcellane Limoges) e Ercuis. Controllata dalle famiglie dei fratelli Pierluigi e Franco Coppo attraverso la holding Arcturus Group.

## Storia
Sambonet fu fondata a Vercelli il 15 maggio 1856 da Giuseppe Sambonet, orafo e diplomato presso l'istituto di Belle Arti. Negli anni Trenta fu tra le prime industrie in Europa per la produzione di posateria in acciaio inossidabile.
Nel 1997 Sambonet viene acquisita da Paderno, gruppo fondato nel 1925 a Milano e dedicato alla produzione di pentolame ed articoli per la cucina. Nel novembre 2004 avviene la fusione tra i due marchi e l'azienda assume la denominazione "Sambonet Paderno Industrie", nel cui portfolio di brand è presente anche il marchio tedesco Arthur Krupp e quello svizzero Beard.
Nel 2006 l'azienda ha ricevuto da Confindustria il Confindustria Awards for Excellence.
Nel 2009 l'azienda acquista Rosenthal, marchio tedesco di design per la tavola, fondato da Philipp Rosenthal nel 1879. Nell'agosto 2013 il gruppo acquisisce inoltre Arzberg, altro marchio tedesco specializzato in prodotti di porcellana. Nello stesso anno apre inoltre un punto vendita monomarca a Williamsburg, New York .
Nel 2015 l'azienda ha acquisito due imprese francesi, Raynaud, produttore delle porcellane Limoges, e Ercuis (posateria in argento). Dal 2016 i numerosi brand sono posti sotto il controllo della holding Arcturus Group.

### I brand
- Sambonet
- Paderno
- Arthur Krupp
- Rosenthal
- Rosenthal meets Versace
- Thomas
- Hutschenreuther
- Azberg
- Ercuis
- Raynaud